# Blaesodactylus antongilensis
Blaesodactylus antongilensis — вид геконоподібних ящірок родини геконових (Gekkonidae). Ендемік Мадагаскару.

## Поширення і екологія
Blaesodactylus antongilensis мешкають в прибережних районах на північному сході острова Мадагаскар, від північної Сави до центральної Атсінанани та на сусідніх острівцях. Вони живуть у вологих рівнинних тропічних лісах, на стовбурах дерев і під камінням.